# Voies vertes du Guangdong
Les Voies vertes du Guangdong  (chinois simplifié : 广东绿道 ; pinyin : Guǎngdōng lǜdào) est un réseau de voies cyclables mis en place par le gouvernement de la province du Guangdong et les municipalités concernées autour du delta de la Rivière des Perles. L'ensemble de ce réseau cumule une distance totale d'environ 4 000 kilomètres autour du delta, jalonné d'étapes ayant un intérêt historique, touristique ou culturel.
Ces lignes permettent d'effectuer le tour complet du delta, de Zhuhai au Sud-Ouest à Shenzhen au Sud-Est, sur la rive opposée, en passant par Guangzhou au Nord-Ouest, à l'embouchure du delta.
Certains lieux des villes traversées disposent de point de location à la demi-heure de vélos, tandems et voitures à pédales pour quatre, mais plus pour un usage local, comme, l'île Yeli de Zhuhai, ile constituée d'une forêt en son centre, d'une piste cyclable en faisant le tour, de chemins forestiers et qui a été agrandie pour accueillir l'opéra municipal.
Des chemins en bordure de champs sont parfois utilisés pour ces voies, comme par exemple, près des diaolou de Kaiping, au Sud-Ouest de Canton.

## Historique
Le réseau principal de six routes a été terminé en 2010 et couvrait alors une surface de 5,46 millions de km².
Le 1er mai 2011, le réseau mesurait 2 372 kilomètres et devait être étendu de 1 572 kilomètres supplémentaires, permettant ainsi de relier 18 villes.
En 2015, la ville-préfecture de Canton comporte 2 763 km sur un réseau total de 9 000 km.
En 2019, le réseau compte 18 000 km de pistes cyclables dont 200 km autour du lac Songshan (松山湖) de Dongguan et 3 500 km dans la ville-préfecture de Canton. Elle passe notamment par différents points aux particularités culturelles, dont les Diaolou de Kaiping.

## Réseau
Ce réseau comporte notamment six grandes routes.
- Route 1 : Zhaoqing (肇庆)， Foshan (佛山) Zhongshan (中山), Zhuhai (珠海), 310 km.
- Route 2 : Guangzhou (广州), Dongguan (东莞), Shenzhen (深圳), Huizhou (惠州), 470 km.
- Route 3 : Jiangmen (江门), Zhongshan (中山), Dongguan (东莞), Huizhou (惠州), 360 km.
- Route 4 : Guangzhou (广州), Foshan (佛山), Zhongshan (中山), Zhuhai (珠海), 220 km.
- Route 5 : Guangzhou (广州), Dongguan (东莞), Shenzhen (深圳), 120 km.
- Route 6 : Zhaoqing (肇庆), Foshan (佛山), Zhongshan (中山), Jiangmen (江门), 210 km.

## Galerie

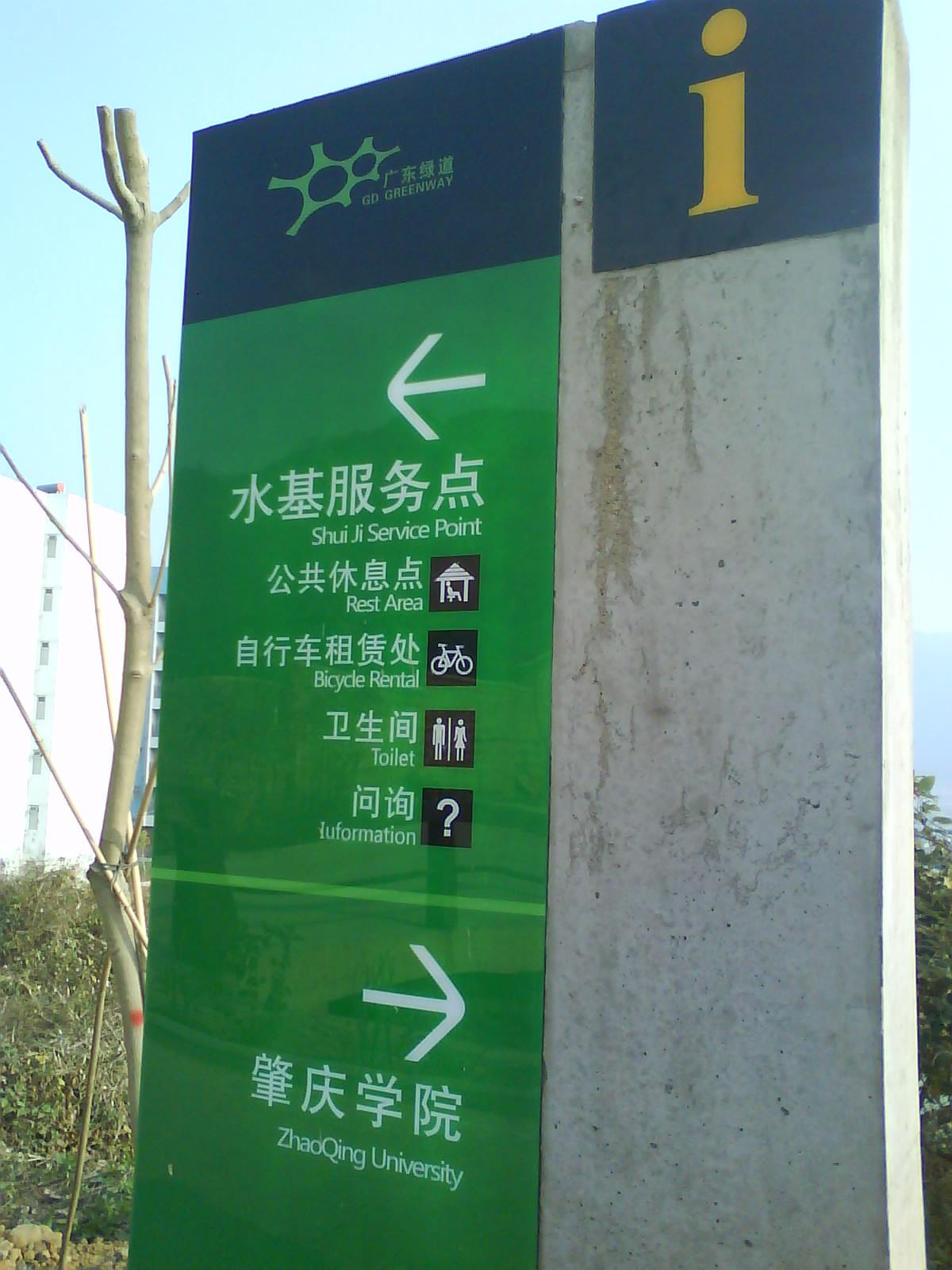
Panneau indicateur à Zhaoqing
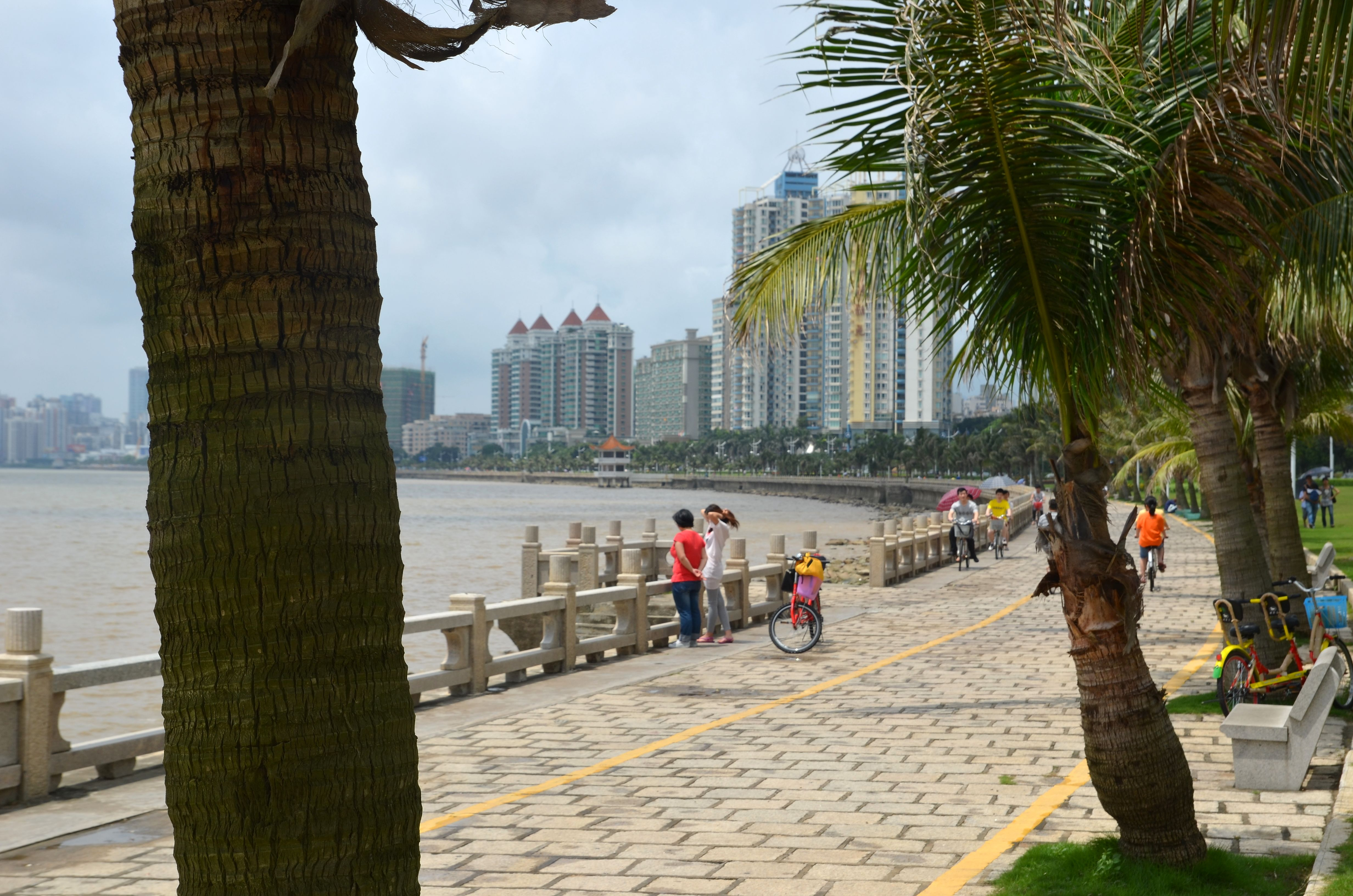
Proche de l’extrémité de la Ligne 1 à Zhuhai, qui se termine à la frontière avec Macao
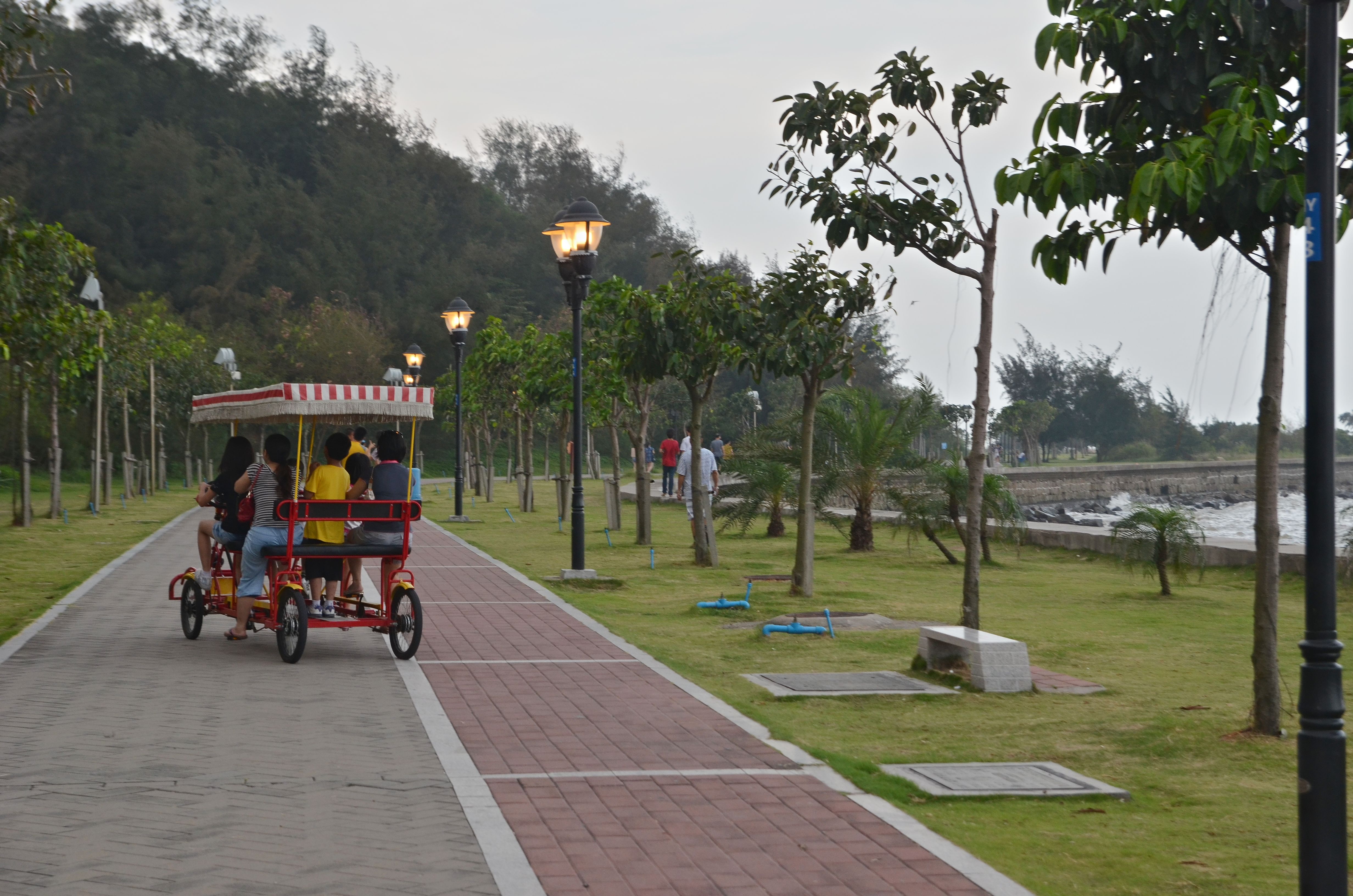
Quadricycle sur la piste cyclable de l'île Yeli, à Zhuhai.
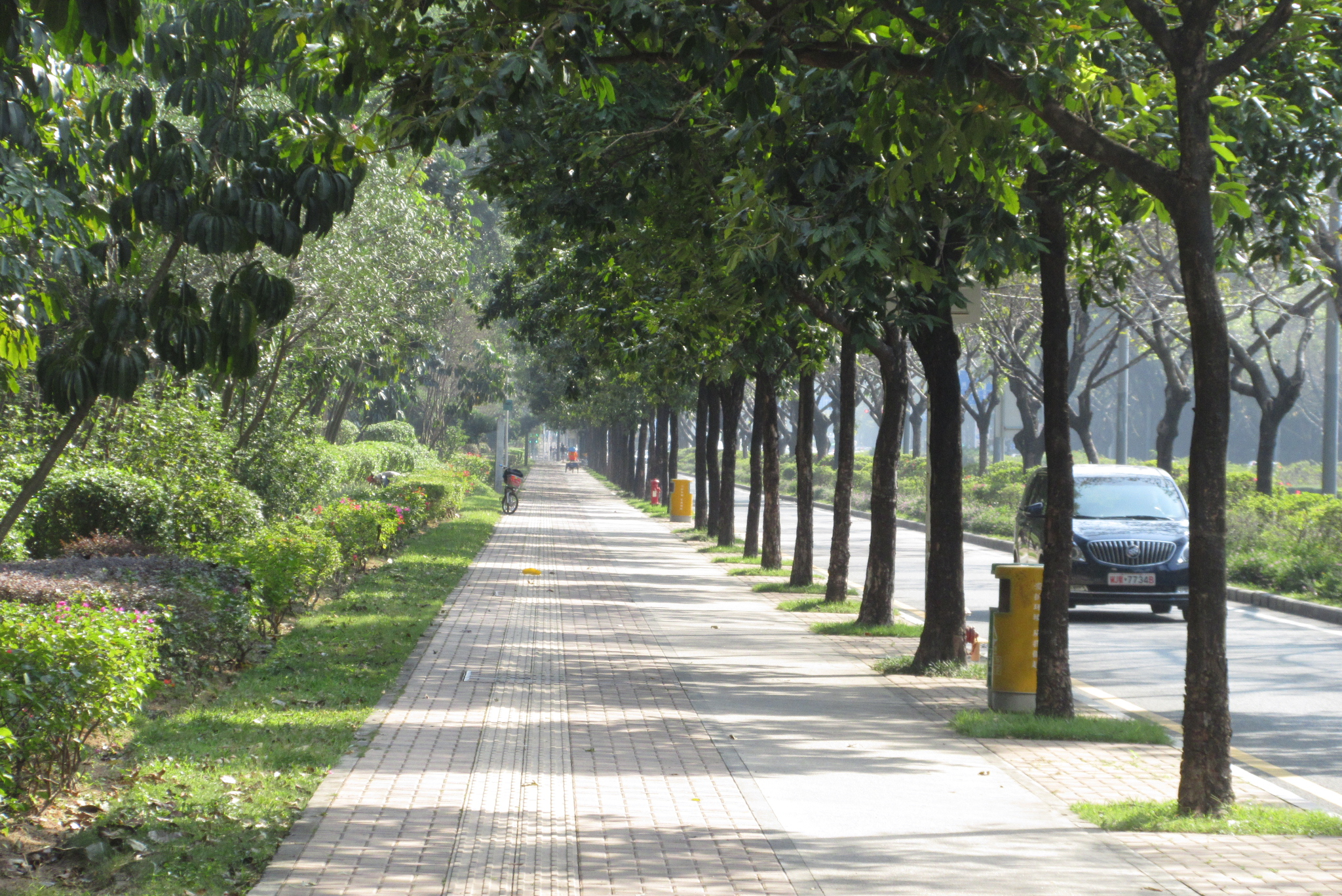
Piste à Shenzhen